# Berufsprüfung
Die Berufsprüfung (BP) ist eine erste Spezialisierung nach der Berufslehre EFZ im Schweizer Bildungssystem, der wie die höheren Fachprüfungen und höheren Fachschulen zu den höheren, weiterführenden Berufsausbildungen gehört. Für die bestandene Prüfung wird der eidgenössische Fachausweis vergeben.

## Aufnahmebedingungen/Voraussetzungen
Zu einer Berufsprüfung wird in der Schweiz zugelassen, wer eine Berufslehre im Bereich der angestrebten Prüfung absolviert hat oder eine gleichwertige Ausbildung und zwei bis drei Jahre Berufserfahrung in diesem Berufsfeld aufweisen kann.

## Vorbereitungskurse/Finanzierung
Die Vorbereitungskurse auf die Berufsprüfung dauern üblicherweise drei bis vier Semester und können berufsbegleitend besucht werden. Vorbereitungskurse sind zwar in den meisten Prüfungsordnungen nicht vorgeschrieben (→ offen für Autodidakten/Selbststudium), in der Praxis jedoch fast immer notwendig. Explizit vorgeschrieben ist beispielsweise eine erfolgreich absolvierte Polizeischule für angehende Polizisten.
Seit Januar 2018 werden Absolvierende von Kursen, die sich auf eine eidgenössische Prüfung vorbereiten, finanziell unterstützt (vorher wurden Subventionen an die Bildungsanbieter bezahlt).

## Modulprüfungen/Modulabschlüsse
Die Prüfungsordnung kann das Bestehen von Modulprüfungen oder Modulabschlüssen vorschreiben.

## Inhalt und Abschluss
Wer die Prüfung bestanden hat, erhält den eidgenössischen Fachausweis. Dieser bezeugt, dass der Inhaber die erforderlichen Kompetenzen besitzt, die von einer spezialisierten Fachkraft verlangt werden. Der neu erworbene Titel verbindet praktische Fähigkeiten mit fundierten theoretischen Kenntnissen. Die Prüfungsvorbereitungen sind nicht reglementiert, nur die Prüfungsinhalte.
Die Prüfungsordnung wird von Organisationen der Arbeitswelt ausgearbeitet und vom Bundesamt für Berufsbildung und Technologie genehmigt.
Das Staatssekretariat für Bildung, Forschung und Innovation (SBFI) publiziert die eidgenössisch geschützten Titel, die jeweils zuständige Trägerschaft, das Prüfungssekretariat und die geltenden Prüfungsordnungen.

## Weiterbildungsmöglichkeiten
Nach dem Erhalt des eidgenössischen Fachausweises kann man die höhere Fachprüfung (HFP) absolvieren. Diese schliesst mit einem eidg. Diplom, zum Beispiel Immobilientreuhänder/in mit eidgenössischem Diplom HFP, ab.
An gewissen Schulen kann auch ein Bachelorstudium absolviert werden. Meist wird jedoch eine Aufnahmeprüfung verlangt.

## Stärken und Schwächen
- Berufsprüfungen ermöglichen Berufsleuten die fachliche Vertiefung und Spezialisierung nach der beruflichen Grundbildung.[3]
- Internationale Anerkennung. Durch die Einführung des Nationalen Qualifikationsrahmens (NQR) Berufsbildung werden die Abschlüsse jedoch auch international vergleichbar.[4]
- Berufserfahrung nötig (gut geeignet für Berufsleute mit mehrjähriger Berufserfahrung, weniger geeignet für Patchworkkarrieren und Quereinsteiger)

## Geschichte
Die Berufsprüfung wurde 1963 mit der Revision des Berufsbildungsgesetzes eingeführt.
Die Berufsprüfung hatte anfangs Startschwierigkeiten, mittlerweile gibt es aber mehr erfolgreich abgelegte Berufsprüfungen als Abschlüsse an Universitäten, Fachhochschulen bzw. höheren Fachschulen.